# ニコンようかん
ニコンようかんは、日本の光学機器メーカー・ニコンのブランドで販売されている羊羹。ニコングループの食品としては最も有名な商品である。
姉妹品にニコンせんべい、ニコンワイン、ニコンこしひかりなどがある。

## 概説
1973年にニコン従業員向けに販売され始めたものが起源。ニコンには和菓子製造の技術・設備がなく、また発案自体も栃木ニコンと同じ大田原市に所在する和菓子店である株式会社本宮によるもので、本宮が開発・製造を担当し、ニコンへ供給するOEM商品となっている。
ニコンブランドの食料品は社内売店での販売を前提としているため、カメラ専門店・家電量販店・和菓子店やスーパーマーケット等には流通していない。しかし、ニコンようかんについては、2000年2月よりオンラインショップ「ニコンダイレクト」の目玉商品として販売されるようになり、同サイトの「菓子」コーナーにて誰もが購入することができた。また、銀座・新宿・名古屋・大阪の「ニコンプラザ」、土岐・神戸三田・御殿場・木更津にアウトレットの実店舗として営業していた「ニコンダイレクトストア」や、2015年10月に東京都港区に開館したニコンの企業博物館「ニコンミュージアム」でも販売されるようになった。
ニコンようかんの一般向け販路は他に存在しないため、ニコンダイレクト定番の売れ筋商品となっていた。
近年では同社のカメラ製品の小型化を模範として、持ちやすさを大幅に向上させたニコン一口ようかんが開発された。おいしさはそのままに取り扱いが簡単で価格もフルサイズようかんよりややリーズナブルであることから、新規顧客の開拓にも効果を挙げている。
なお、ニコンダイレクトストアの土岐店は2018年9月に、他の3店舗は2019年8月-10月に閉店し、ニコンプラザは店舗統合や移転等により2019年9月をもって、ニコンダイレクトにおいては2019年9月30日をもって、ニコンようかんの取り扱いを終了した。ニコンミュージアムでの一般向け販売は継続している。また、2020年2月よりニコンミュージアム限定の新商品として「オリジナルドロップ」が発売されている。
2024年10月からニコンミュージアムが新本社内（東京都品川区西大井）にリニューアルオープンしたのに併せて、「ニコンひと口ようかん」も全面リニューアルされた。定番の本練り、いも、柚子、栗に加え、ニコンミュージアムオリジナルフレーバーのコーヒー味が登場し、パッケージもレンズの光学系を模したデザインとなっている。また、製造元も埼玉県の老舗製餡所である株式会社木下製餡に替わっている。

## シリーズラインアップ
2024年のニコンミュージアムリニューアル後に販売されている商品は、以下の2種である。
ニコンひと口ようかん 5個入り
一口サイズ（50g）の本練り・いも・柚子・栗・コーヒー味を合計5個封入したパッケージ。1,400円（税込）。
ニコンひと口ようかん 10個入り
一口サイズ（50g）の本練り・いも・柚子・栗・コーヒー味を各種2個ずつ、合計10個封入したパッケージ。2,800円（税込）。

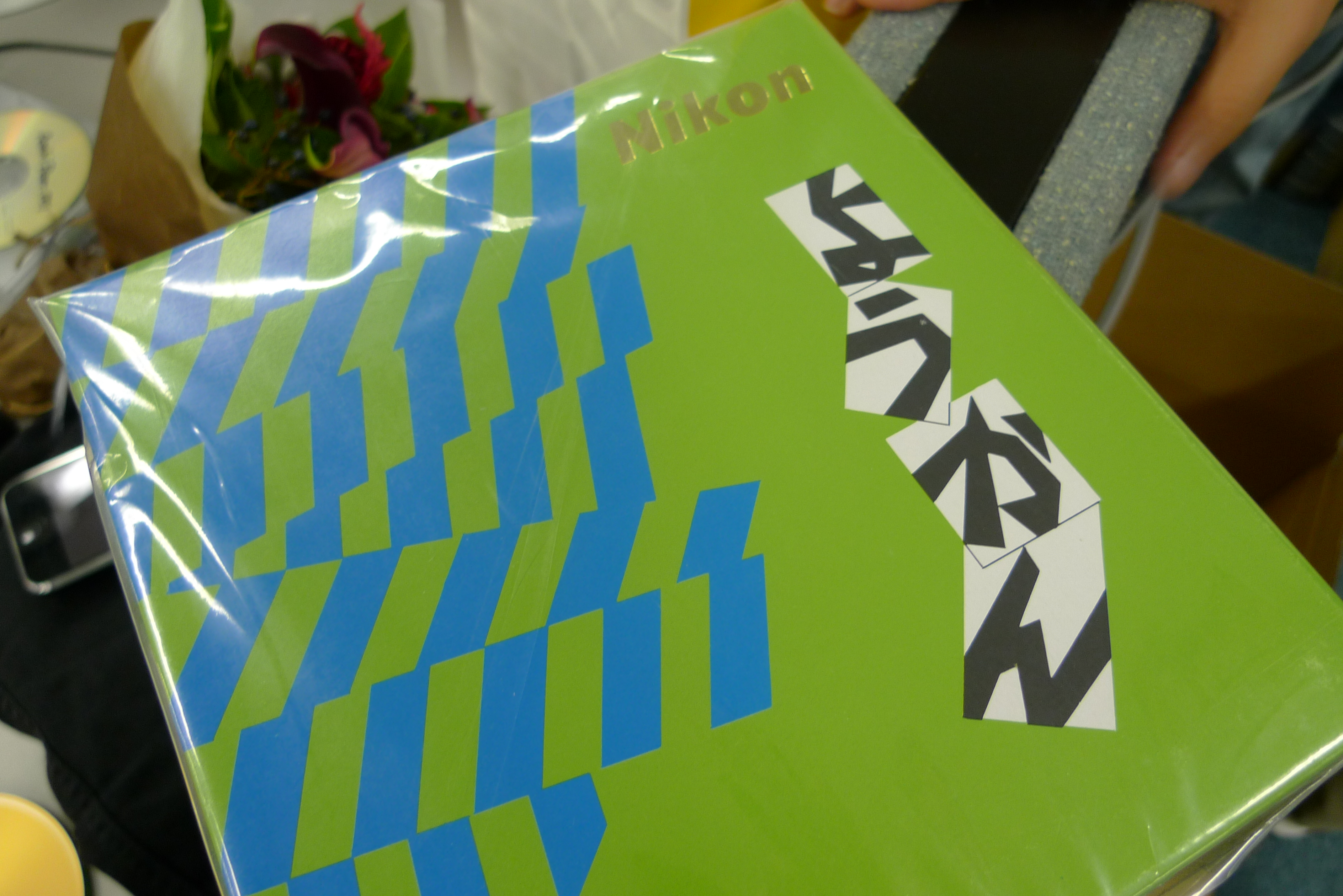
Dセットのパッケージ（表側デザインはフルサイズようかん共通）

2019年5月時点において、ニコンダイレクトで販売されていた商品は以下の6種類であった。
ニコンようかん Bセットフルサイズ（315g）の本煉・小倉・塩 三種セット。ニコンダイレクト価格1,944円（税込）。
ニコンようかん Cセットフルサイズ（315g）の本煉・小倉・柚子 三種セット。ニコンダイレクト価格1,944円（税込）。
ニコンようかん Dセットフルサイズ（315g）の本煉・小倉・胡麻 三種セット。ニコンダイレクト価格1,944円（税込）。
ニコンようかん Eセットフルサイズ（315g）の本煉・小倉・栗 三種セット。ニコンダイレクト価格2,037円（税込）。
ニコンNEW一口ようかん一口サイズ（35g）の小倉・塩・本煉・柚子・胡麻を合計15個封入したパッケージ。ニコンダイレクト価格1,728円（税込）。
ニコンNEW一口ようかん（バラエティセット）一口サイズ（35g）の小倉・塩・本煉・柚子・胡麻にチョコレート・黒糖・抹茶・ブルーベリー・唐辛子を加え合計15個封入したパッケージ。ニコンダイレクト価格1,728円（税込）。
以前は本煉・小倉・白煉を各1本封入したAセット（旧「ニコンようかんセット」）が販売されていたが、2011年6月14日からAセットに代わってEセットの販売が開始された。また、ニコン一口ようかんは以前は塩・本煉・柚子を計10本封入したものであったが、これもEセットと同日に「NEW一口ようかん」に切り替えられた。バラエティセットは2018年5月3日に発売された。なお、かつてはBセットに相当する構成が「新ニコンようかんセット」として販売されており、旧「ニコンようかんセット」・一口ようかんとあわせて3モデルの布陣となっていた。上記の各モデル名は2007年1月31日に「ニコンようかん新シリーズ ゆず味・ごま味」としてCセット・Dセットの販売が開始されたことにあわせて再整理されたものである。2014年4月1日より消費税増税に合わせて価格が改定された。
旧ニコンミュージアムにて販売されていた商品は、以下の2種である。いずれもパッケージデザインは旧ニコンダイレクト販売品と異なり、ニコンミュージアム限定となっていた。
ニコン一口ようかん 新5個入り一口サイズ（35g）の小倉・塩・本煉・柚子・胡麻を合計5個封入したパッケージ。700円（税込）。
ニコン一口ようかん 新10個入り一口サイズ（35g）の小倉・塩・本煉・柚子・胡麻・チョコレート・ブルーベリー・唐辛子・抹茶・黒糖を合計10個封入したパッケージ。1,200円（税込）。2021年7月に新パッケージで10種類の味に変更。